# Цереброваскулярные болезни
Цереброваскулярные болезни — группа заболеваний головного мозга, обусловленных патологическими изменениями церебральных сосудов с нарушением мозгового кровообращения. Наиболее распространёнными причинами цереброваскулярных заболеваний являются атеросклероз и артериальная гипертензия, приводящие к сужению просвета сосудов головного мозга и снижению мозгового кровотока. Часто такие заболевания ассоциированы с сахарным диабетом, курением, ишемической болезнью сердца. Различают преходящие, острые и хронические прогрессирующие нарушения мозгового кровообращения. Нарушения мозгового кровообращения являются второй по распространённости причиной смертности в группе заболеваний сердечно-сосудистой системы после ишемической болезни сердца.

## Классификация
В соответствии с Международной классификацией болезней десятого пересмотра, цереброваскулярные болезни выделены в одноимённый блок рубрик с кодами I60—I69 (в классе «заболевания системы кровообращения»).
Рубрики I60—I62 включают различные варианты геморрагического инсульта, рубрика I63 — варианты ишемического инсульта, рубрика I64 — неуточнённый инсульт. Остальные группы (I65—I69) содержат хронически протекающие заболевания цереброваскулярной системы — окклюзии и стенозы сосудов головного мозга, аневризмы, подкорковую атеросклеротическую и гипертоническую энцефалопатии, болезнь Моямоя, церебральные артерииты и др., а также тромбозы венозных синусов, не осложнённые инфарктом мозга.
Транзиторная ишемическая атака (включая синдром сонной артерии, преходящую слепоту, транзиторную глобальную амнезию) по данной классификации обозначена кодом G45, а синдромы поражений отдельных сосудистых бассейнов головного мозга и лакунарные синдромы — кодом G46 (блок рубрик «эпизодические и пароксизмальные расстройства» в классе «заболевания нервной системы» по МКБ-10).
В соответствии с российской классификацией цереброваскулярных болезней, в некоторых аспектах не соответствующей МКБ-10, транзиторная ишемическая атака входит в группу преходящих нарушений мозгового кровообращения, куда также относят гипертензивный церебральный криз (вариант гипертонического криза с симптомами нарушения кровоснабжения головного мозга) и некоторые более редкие формы церебральных сосудистых нарушений с нестойкой симптоматикой.
Также в советской и современной российской неврологии традиционно используется понятие «дисциркуляторная энцефалопатия», обозначающее медленно прогрессирующую недостаточность кровоснабжения мозга, приводящую к нарастающим диффузным структурным изменениям с нарушением мозговых функций. Указанные в МКБ-10 хронические нарушения мозгового кровообращения рассматриваются как варианты дисциркуляторной энцефалопатии.

## Эпидемиология
Проблема цереброваскулярных болезней имеет высокую значимость во многих странах мира. Инсульт является ведущей причиной инвалидизации населения, вероятность его развития у больных артериальной гипертензией повышается в 3—4 раза. Ежегодно в мире диагностируется около 10 миллионов случаев инсульта, из которых на долю России приходится более 450 тысяч. Смертность от инсульта в России составляет 1,23 на 1000 населения, в течение года после перенесённого инсульта умирает около 50 % больных. Ишемические инсульты составляют 70—85 % от общего числа инсультов, внутримозговые кровоизлияния — 20—25 %, нетравматические субарахноидальные кровоизлияния — 5 %. Достоверных данных о числе больных с хроническими нарушениями мозгового кровообращения в России нет, однако, по оценкам, заболеваемость хронической ишемией головного мозга превышает 700 на 100000 населения.